# 대성초등학교 (사천시)
대성초등학교(大成初等學校)는 대한민국 경상남도 사천시 좌룡동에 있는 공립 초등학교이다.

## 역사
- 1961년 4월 3일: ‘대성국민학교’ 개교
- 1996년 3월 1일: ‘대성초등학교’로 명칭 변경